# Liste der Einträge im National Register of Historic Places im Benton County (Washington)
Diese Liste der Einträge im National Register of Historic Places im Benton County (Washington) enthält alle im Benton County, Washington in das National Register of Historic Places eingetragenen Gebäude, Bauwerke, Objekte, Stätten oder historischen Distrikte.
Diese Liste entspricht dem Bearbeitungsstand des National Park Service/National Register of Historic Places vom 16. August 2024.

## Legende
| NRHP | Historic Place             |
| HD   | National Historic District |
| NHL  | National Historic Landmark |

## Aktuelle Einträge
| [ 2 ] | Name                                  | Bild                                 | Eintragsdatum                 | Lage | Ort       | Beschreibung |
| ----- | ------------------------------------- | ------------------------------------ | ----------------------------- | --- | --------- | ------------ |
| 1     | Benton County Courthouse              | Benton County Courthouse             | 12. Dez. 1976 ID-Nr. 76001869 | 620 Market Street 46° 12′ 12,6″ N, 119° 46′ 14,3″ W | Prosser   |              |
| 2     | J. W. Carey House                     | J. W. Carey House                    | 7. Dez. 1989 ID-Nr. 89002096  | 105 West Byron Road, westlich von Prosser 46° 11′ 52,3″ N, 119° 47′ 30″ W | Prosser   |              |
| 3     | Glade Creek Site                      |                                      | 21. Okt. 1977 ID-Nr. 77001330 | Adresse nicht veröffentlicht | Prosser   |              |
| 4     | Gold Coast Historic District          | weitere Bilder                       | 7. März 2005 ID-Nr. 04000315  | zwischen der Willis Street im Norden, der Davison Avenue und Hunt Avenue im Osten, der Davison Avenue im Süden und dem George Washington Way im Westen 46° 17′ 52″ N, 119° 16′ 17,5″ W | Richland  |              |
| 5     | Hanford B Reactor                     | weitere Bilder                       | 3. Apr. 1992 ID-Nr. 92000245  | nordöstlich der Kreuzung der Washington State Route 24 und der Washington State Route 240 im Bereich des Hanford-Site-Nuklearkomplex 46° 37′ 49,2″ N, 119° 38′ 50,6″ W                 | Richland  |              |
| 6     | Hanford Island Archeological Site     | Hanford Island Archeological Site    | 28. Aug. 1976 ID-Nr. 76001870 | Adresse nicht veröffentlicht | Richland  |              |
| 7     | Hanford North Archeological District  | Hanford North Archeological District | 28. Aug. 1976 ID-Nr. 76001871 | Adresse nicht veröffentlicht | Richland  |              |
| 8     | Locke Island Archeological District   | weitere Bilder                       | 28. Aug. 1976 ID-Nr. 76001872 | Adresse nicht veröffentlicht | Richland  |              |
| 9     | Rattlesnake Springs Sites             |                                      | 4. Mai 1976 ID-Nr. 76001873   | Adresse nicht veröffentlicht | Richland  |              |
| 10    | Ryegrass Archeological District       |                                      | 31. Jan. 1976 ID-Nr. 76001874 | Adresse nicht veröffentlicht | Richland  |              |
| 11    | Snively Canyon Archeological District |                                      | 28. Aug. 1976 ID-Nr. 76001875 | Adresse nicht veröffentlicht | Richland  |              |
| 12    | Telegraph Island Petroglyphs          | Telegraph Island Petroglyphs         | 10. März 1975 ID-Nr. 75001840 | Adresse nicht veröffentlicht | Paterson  |              |
| 13    | Tri-Cities Archaeological District    | weitere Bilder                       | 29. Okt. 1984 ID-Nr. 84000468 | Adresse nicht veröffentlicht | Kennewick |              |
| 14    | U.S. Post Office – Prosser Main       | U.S. Post Office – Prosser Main      | 7. Aug. 1991 ID-Nr. 91000653  | 1103 Meade Avenue 46° 12′ 15,1″ N, 119° 46′ 13,5″ W | Prosser   |              |
| 15    | Wooded Island Archeological District  |                                      | 19. Juli 1976 ID-Nr. 76001876 | Adresse nicht veröffentlicht | Richland  |              |